# Лемовжа (река)
Лемовжа — река на территории России, правый приток Луги, протекает по Волосовскому району Ленинградской области. Начинается от слияния Изварки и Чёрной у деревни Чёрное, впадает в Лугу в 128 км от её устья, у деревни Лемовжа на высоте 29,3 м над уровнем моря. Длина реки составляет 48 км, площадь водосборного бассейна — 839 км².
Лемовжа протекает через населённые пункты (от истока к устью): Сосницы, Мазаная Горка, Хотнежа, Коряча, Лемовжа.

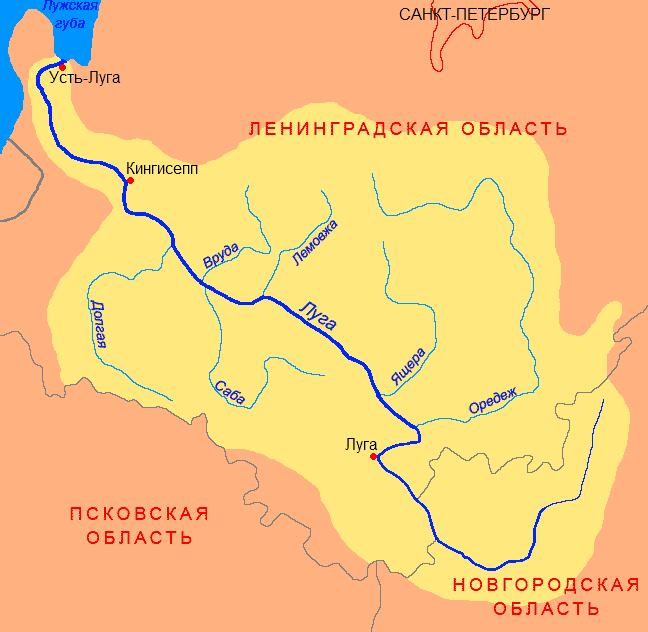

### Притоки
(указано расстояние от устья)
- Черезка (правый)
- 16 км: река Веряжка (Гусинка) (левый)
- 26 км: река Белка (правый)
- Дрянной (левый)
- 39 км: река Хмеленка (правый)
- 40 км: река Реполка (левый)
- 48 км: река Изварка (Извара, Извора) (правый)
- 48 км: река Чёрная (левый)

## Данные водного реестра
По данным государственного водного реестра России относится к Балтийскому бассейновому округу, водохозяйственный участок реки — Луга от водомерного поста Толмачёво до устья. Относится к речному бассейну реки Нарвы (российская часть бассейна).
Код объекта в государственном водном реестре — 01030000612102000026169.